# Amstel Gold Race 2025
La 59.ª edición de la clásica ciclista Amstel Gold Race fue una carrera que se celebró en los Países Bajos el 20 de abril de 2025 sobre un recorrido de 255.9 kilómetros con inicio en la ciudad de Maastricht y final en la ciudad de Berg en Terblijt.
La prueba formó parte del UCI WorldTour 2025, calendario ciclístico de máximo nivel mundial, y fue la decimoséptima carrera de dicho circuito. El vencedor final fue el danés Mattias Skjelmose Jensen del Lidl-Trek, quien estuvo acompañado en el podio por el esloveno Tadej Pogačar del UAE Emirates XRG y el belga Remco Evenepoel del Soudal Quick-Step, segundo y tercer clasificado respectivamente.

## Equipos participantes
Tomaron parte en la carrera 25 equipos: los 18 de categoría UCI WorldTeam y 7 de categoría UCI ProTeam. Formaron así un pelotón de 175 ciclistas de los cuales finalizaron 79. Los equipos participantes fueron:
| WorldTeams (18)- EF Education-EasyPost - Lidl-Trek - UAE Team Emirates XRG - Decathlon AG2R La Mondiale Team - Red Bull-BORA-hansgrohe - Soudal Quick-Step - Cofidis - Alpecin-Deceuninck - Arkéa-B&B Hotels - Team Visma \| Lease a Bike - Ineos Grenadiers - Intermarché-Wanty - Groupama-FDJ - Movistar Team - Team Picnic-PostNL - Team Jayco AlUla - Bahrain-Victorious - XDS Astana Team ProTeams (7)- Lotto - Uno-X Mobility - Israel-Premier Tech - Q36.5 Pro Cycling Team - Team TotalEnergies - Tudor Pro Cycling Team - Unibet Tietema Rockets |
| |

## Clasificación final
La clasificación finalizó de la siguiente forma:
| \| Clasificación general \| Clasificación general \| Clasificación general \| Clasificación general \| Clasificación general \| \| Ciclista \| Ciclista \| Equipo \| Tiempo \| \| \| --------------------- \| --------------------- \| -------------------------- \| --------------------- \| --------------------- \| \| 1.º \| Mattias Skjelmose \| Lidl-Trek \| 5 h 49 min 58 s \| \| \| 2.º \| Tadej Pogačar \| UAE Team Emirates XRG \| + 0 s \| \| \| 3.º \| Remco Evenepoel \| Soudal Quick-Step \| + 0 s \| \| \| 4.º \| Wout van Aert \| Team Visma \\| Lease a Bike \| + 34 s \| \| \| 5.º \| Michael Matthews \| Team Jayco AlUla \| + 34 s \| \| \| 6.º \| Louis Barré \| Intermarché-Wanty \| + 34 s \| \| \| 7.º \| Romain Grégoire \| Groupama-FDJ \| + 34 s \| \| \| 8.º \| Tiesj Benoot \| Team Visma \\| Lease a Bike \| + 34 s \| \| \| 9.º \| Thomas Pidcock \| Q36.5 Pro Cycling Team \| + 34 s \| \| \| 10.º \| Ben Healy \| EF Education-EasyPost \| + 34 s \| \| |                   |                            |                 |
| |                   |                            |                 |
| |                   |                            |                 |
| Clasificación general |                   |                            |                 |
| Ciclista | Ciclista          | Equipo                     | Tiempo          |
| 1.º | Mattias Skjelmose | Lidl-Trek                  | 5 h 49 min 58 s |
| 2.º | Tadej Pogačar     | UAE Team Emirates XRG      | + 0 s           |
| 3.º | Remco Evenepoel   | Soudal Quick-Step          | + 0 s           |
| 4.º | Wout van Aert     | Team Visma \| Lease a Bike | + 34 s          |
| 5.º | Michael Matthews  | Team Jayco AlUla           | + 34 s          |
| 6.º | Louis Barré       | Intermarché-Wanty          | + 34 s          |
| 7.º | Romain Grégoire   | Groupama-FDJ               | + 34 s          |
| 8.º | Tiesj Benoot      | Team Visma \| Lease a Bike | + 34 s          |
| 9.º | Thomas Pidcock    | Q36.5 Pro Cycling Team     | + 34 s          |
| 10.º | Ben Healy         | EF Education-EasyPost      | + 34 s          |

## Ciclistas participantes y posiciones finales
Convenciones:
- AB: Abandono
- FLT: Retiro por llegada fuera del límite de tiempo
- NTS: No tomó la salida
- DES: Descalificado o expulsado

## UCI World Ranking
La Amstel Gold Race otorgó puntos para el UCI World Ranking para corredores de los equipos en las categorías UCI WorldTeam, UCI ProTeam y Continental. Las siguientes tablas son el baremo de puntuación y los diez ciclistas que obtuvieron más puntos:
| Posición   | 1.º | 2.º | 3.º | 4.º | 5.º | 6.º | 7.º | 8.º | 9.º | 10.º | 11.º | 12.º | 13.º | 14.º | 15.º | 16.º-20.º | 21.º-30.º | 31.º-50.º | 51.º-55.º | 56.º-60.º |
| Puntuación | 500 | 400 | 325 | 275 | 225 | 175 | 150 | 125 | 100 | 85   | 70   | 60   | 50   | 40   | 35   | 30        | 20        | 10        | 5         | 3         |

| Clasificación |                          |                       |        |
| Posición      | Ciclista                 | Equipo                | Puntos |
| ------------- | ------------------------ | --------------------- | ------ |
| 1.º           | Mattias Skjelmose Jensen | Lidl-Trek             | 500    |
| 2.º           | Tadej Pogačar            | UAE Emirates XRG      | 400    |
| 3.º           | Remco Evenepoel          | Soudal Quick-Step     | 325    |
| 4.º           | Wout van Aert            | Visma \| Lease a Bike | 275    |
| 5.º           | Michael Matthews         | Jayco AlUla           | 225    |
| 6.º           | Louis Barré              | Intermarché-Wanty     | 175    |
| 7.º           | Romain Grégoire          | Groupama-FDJ          | 150    |
| 8.º           | Tiesj Benoot             | Visma \| Lease a Bike | 125    |
| 9.º           | Thomas Pidcock           | Q36.5                 | 100    |
| 10.º          | Ben Healy                | EF Education-EasyPost | 85     |